# 3638 Davis
A 3638 Davis (ideiglenes jelöléssel 1984 WX) a Naprendszer kisbolygóövében található aszteroida. Edward L. G. Bowell fedezte fel 1984. november 20-án.